# Grießenbeck von Grießenbach

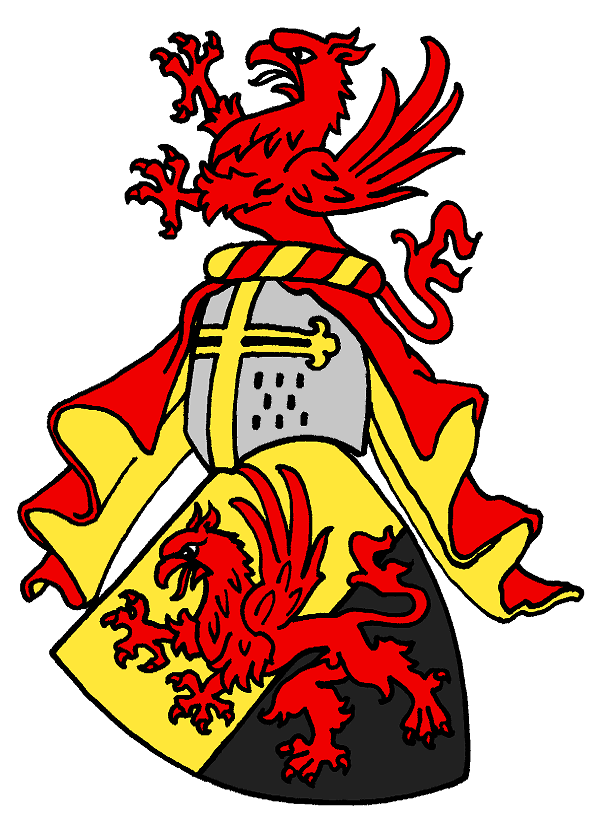
Stammwappen der Grießenbeck von Grießenbach

Grießenbeck von Grießenbach, ist der Name eines alten bayerischen Adelsgeschlechts. Die Familie, deren Zweige zum Teil bis heute bestehen, gehört zum niederbayerischen Uradel.

## Geschichte

### Herkunft
Nach dem Gothaischen Genealogischen Taschenbuch hieß die Familie ursprünglich von Hanreith bzw. von Hohenreith, nach der gleichnamigen Burg, die von den Ungarn zerstört wurde. Demnach gehen die Ursprünge auf Ludolf von Hahnreith zurück, der im Jahre 1124 auf den Trümmern der Burg bei Postau ein Schloss und eine Kapelle errichtet haben soll, die er dem heiligen Stephan weihte. Er gab ihr den Namen Grießenbach, den er auch selbst seitdem führte. 1130 bestimmte er den größten Teil seiner Besitzungen zur Stiftung des Klosters Biburg, eine Schenkung, die seine Söhne Heinrich und Amelbert 1153 bestätigten und vermehrten. Kneschke übernimmt diese Angaben in seinem Neuen allgemeinen deutschen Adels-Lexicon.

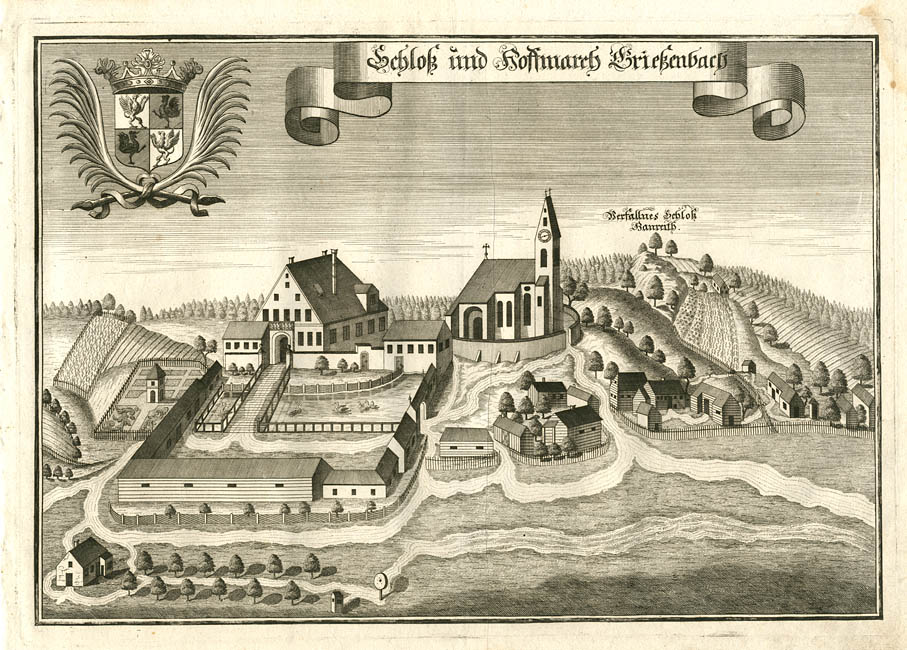
Schloss und Hofmark Grießenbach mit Burgstall Hanreith, Kupferstich um 1700 von Michael Wening

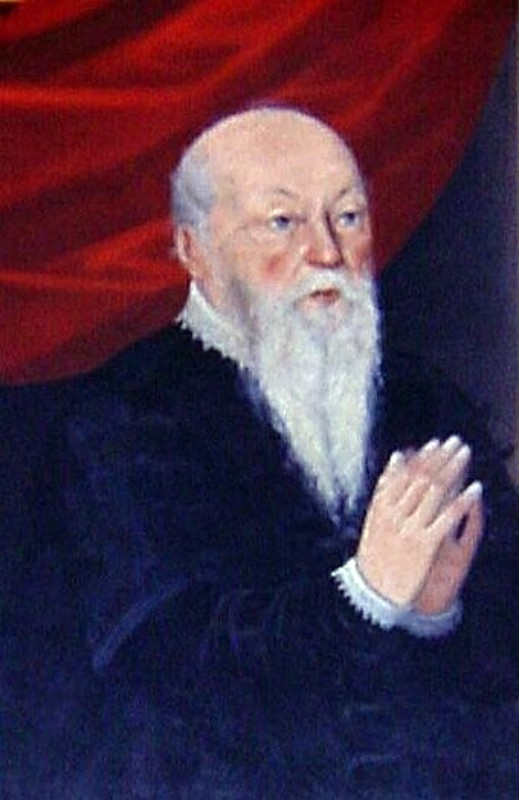
Florian Griespek von Griespach (1504–1588)

Nach dem Genealogischen Handbuch des Adels wird das Geschlecht mit Gotfridus de Grisoenbach am 4. September 1240 erstmals urkundlich erwähnt. Gotfridus wird in dem Dokument als Laie genannt. Im Jahre 1280 erscheint Gottfriedus de Griezenbach in einer von Herzog Heinrich von Bayern ausgestellten Urkunde als fidelis vir noster (lat. unser treuer Mann) und miles (lat. Ritter).
Die Schreibweise des Familiennamens wechselt zwischen Griezbeck von Griezbach, Griesbeck von Griesbach, Griezenbeck von Griezenbach, Griespek von Griespach, Griessenpoekh, Griessenbeck von Griessenbach, und Grießenbeck bzw. Grießenbeck von Grießenbach.

### Ausbreitung und Persönlichkeiten
Otto, ein Sohn eines 1277 urkundlich erscheinenden Gottfried († 1293), wurde Abt im Kloster Weltenburg. Gotthard, ein Enkel von Gottfried und Sohn von Gottfried dem Jüngeren, wurde wegen seiner Tapferkeit in der Schlacht bei Ampfing und Mühldorf (28. September 1322) vom Kaiser Ludwig dem Bayern wiederholt zum Ritter geschlagen. Nachdem angeblich bereits Ludolf von Hahnreith statt eines ursprünglich schwarzen Hahns einen grauen (französisch gris) Greifen im Wappen führte, soll nun der graue in einen roten Greif gebessert worden sein. Gotthards Sohn Ulrich erscheint 1374 als Mitunterzeichner des zwölften Brandbriefes, eines umfangreichen Gesetzeswerkes zur Bestrafung von Dieben und Brandstiftern. Es wurde von Stephan II., Herzog von Bayern, zusammen mit seinem Sohn und Nachfolger Stephan III. zur Sicherung der Straßen und des Warenverkehrs erlassen.
Mit Gotthards Nachkommen teilte sich das Geschlecht in zahlreiche Äste und Zweige. Angehörige der Familie gelangten nach Tirol, Österreich, Wien, Böhmen und in das Rheinland. Georg, der in Diensten von Kaiser Friedrich III. stand und von ihm zum Ritter geschlagen wurde, begründete die böhmische Linie. Er wurde mit mehreren Gütern im Pilsner Kreis belehnt. Georg starb 1493 und wurde in der familieneigenen Kapelle in Kralowitz, nahe dem Kloster Plaß, bestattet.
König Ferdinand I. macht Florian Griespek von Griespach in Böhmen zum Kammersekretär, wo er als solcher zum Bau von Renaissanceschlössern beitrug. Er begründete im 16. Jahrhundert eine böhmische Linie des Geschlechts.
Anton von Grießenbach erhielt am 4. April 1708 eine Bestätigung des alten Reichsritterstandes mit dem Prädikat zu Hahnreith, eine kurfürstlich bayerische Anerkennung erfolgte am 27. Mai 1709. Im April 1739 wurden er und seine Vettern in den  kurfürstlich bayerische Freiherrenstand erhoben.
Sämtliche Linien, bis auf zwei, starben bereits frühzeitig aus. Die Söhne des Andreas Grießenbeck von Grießenbach, Johann Sigmund Simon und Georg Christoph stifteten zwei Linien, von denen die ältere bayerische Linie mit dem Tod von Stephan Siegmund Grießenbeck von Grießenbach am 11. Dezember 1853 erlosch. Sein Bruder Johann Baptist Grießenbeck von Grießenbach starb bereits im Februar 1852. Er war Besitzer von Schermau (heute Ortsteil von Dingolfing) und wurde, da sein Bruder Grießenbach erhielt, mit Geld abgefunden. Stephan Sigmund bestimmte als Erbe des alten Familienstammgutes Grießenbach den ältesten Sohn von Karl Freiherr Grießenbeck von Grießenbach (1787–1863), bayerischer Generalmajor und Kommandant des  Kadettenkorps, Christian Freiherr Grießenbeck von Grießenbach aus der zweiten oberpfälzer Linie.
Christian Freiherr Grießenbeck von Grießenbach starb 1853 als bayerischer Kämmerer und Oberrechnungsrat in München. Dessen Sohn Karl Sigmund Christian Freiherr Grießenbeck von Grießenbach (1844–1881) wurde Amtsrichter in Landshut und war von 1875 bis 1878 Mitglied der Bayerischen Abgeordnetenkammer. Er stiftete 1871 aus dem Stammgut Grießenbach mit Hahnreith einen Fideikommiss. Seine erste Ehe blieb kinderlos aus seiner zweiten, 1870 in Koblenz geschlossenen Ehe, mit Theresia Freiin von Solemacher-Antweiler gingen vier Töchter hervor. Christians jüngerer Bruder Maximilian Freiherr Grießenbeck von Grießenbach wurde bayerischer Oberpostamtsoffizial in Regensburg und der jüngste Bruder Friedrich Freiherr Grießenbeck von Grießenbach diente wie sein Vater als Offizier in der bayerischen Armee.
Von den drei Brüdern konnte einzig Maximilian Freiherr Grießenbeck von Grießenbach (1817–1886) die Linie fortsetzen. Er heiratete 1853 in Regensburg Benigna Pfretzschner (1832–1889). Aus der Ehe gingen ein Sohn und eine Tochter hervor. Sohn Karl Ernst Freiherr Grießenbeck von Grießenbach wurde bayerischer Kämmerer, Oberregierungsrat, Direktor des Oberversicherungsamtes in Regensburg sowie Hauptmann der Landwehr. Er heiratete 1885 in München Friederike von Horstig genannt d’Aubigny von Engelbrunner und hinterließ eine Tochter und zwei Söhne.

### Standeserhebungen
Felix Anton Grießenbeck von Grießenbach und Hahnreit wurde zusammen mit seinen Vettern Johann Franz Balthasar, kurfürstlich bayerischer Regierungsrat zu Amberg, und Johann Heinrich Bonaventura, Hauptmann im gräflichen minuccischen Regiment, am 22. April 1739 zu München in den kurfürstlich bayerischen Freiherrenstand erhoben. Damit verbunden war eine Wappenmehrung. Die Immatrikulation bei der Freiherrenklasse der bayerischen Adelsmatrikel erfolgte am 19. November 1812.

## Wappen

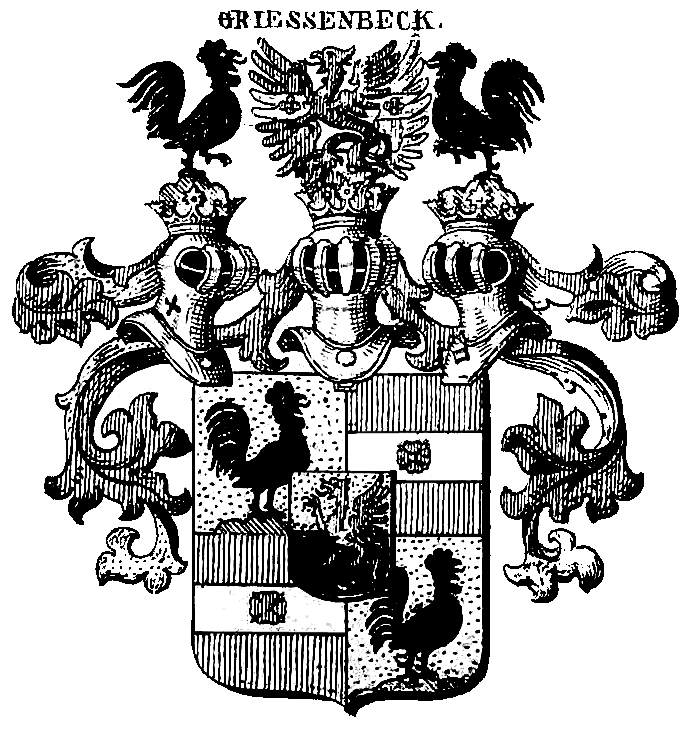
Wappen der Freiherren Grießenbeck von Grießenbach

### Stammwappen
Das Stammwappen zeigt im von Gold und Schwarz geteilten Schild einen roten Greif. Auf dem Helm mit rot-goldenen Helmdecken der Greif wachsend.

### Wappenmehrung
Das gemehrte Wappen, anlässlich der Freiherrenstandserhebung 1739 verliehen, ist geviert und mit einem von Gold und Schwarz geteilten Herzschild belegt, darin ein roter Greif (Stammwappen der Grießenbeck von Grießenbach). 1 und 4 in Gold auf grünem Hügel ein schreitender, rot-bewehrter schwarzer Hahn (Wappen für den Burgstall mit dem Rodungsnamen Hohenreith alias Hahnreith alias Hahnreuth bei Postau und Grießenbach). 2 und 3 in Rot ein mit einer roten Rose belegter silberner Balken (Wappen der um 1590 ausgestorbenen Ottenhofer (von Ottenhofen), Münchener Patrizier). Das Wappen hat drei Helme mit rechts schwarz-goldenen und links rot-silbernen Decken. Auf dem mittleren Helm der Greif (Stammhelmzier der Grießenbeck von Grießenbach), zwischen einem offenen, mit dem Balken wie im Schild belegter roter Flug (Helmzier der Ottenhofer), auf den beiden äußeren der Hahn (Helmzier von Hahnreith).
Das Wappen der Ottenhofer wurde von ihren Erben, den Esswurm (Münchener Patrizier), im gevierten Schild übernommen. Nach dem Aussterben der Esswurm in den dreißiger Jahren des 17. Jahrhunderts übernahmen die Grießenbeck von Grießenbach als deren Erben das Ottenhofer-Wappen in das zweite und dritte Feld ihres gevierten Wappens.
Greifen und Hähne wurden im gevierten Wappen mit zwei Helmen bereits 1708 anlässlich der Bestätigung des Reichsritterstandes abgebildet, aber auch schon zu Ende des 17. Jahrhunderts von Michael Wening im Kupferstich von Grießenbach.

## Bekannte Familienmitglieder
- Florian Griespek von Griespach (1509–1588), königlich böhmischer Beamter
- Karl Grießenbeck von Grießenbach (General) (1787–1863), bayerischer Kammerherr und Generalmajor
- Karl Grießenbeck von Grießenbach (Jurist) (1844–1881), bayerischer Gutsbesitzer und Amtsrichter sowie Mitglied der bayerischen Abgeordnetenkammer